# Jiří Bubla
Jiří Bubla (Ústí nad Labem, 27 gennaio 1950) è un ex hockeista su ghiaccio ceco, fino al 1992 cecoslovacco.

## Palmarès

### Olimpiadi invernali
- 1 medaglia[1]:
  - 1 argento (Innsbruck 1976)

### Mondiali
- 9 medaglie[1]:
  - 3 ori (Cecoslovacchia 1972; Polonia 1976; Austria 1977)
  - 5 argenti (Svizzera 1971; Finlandia 1974; Germania Ovest 1975; Cecoslovacchia 1978; Unione Sovietica 1979)
  - 1 bronzo (Unione Sovietica 1973)